# Rama Yade
Rama Yade, celým jménem Mame Rametoulaye Yade (* 13. prosince 1976 Dakar) je francouzská politička a spisovatelka senegalského původu.

## Život
Je národnosti Lebu, narodila se v dakarské čtvrti Ouakam v intelektuální zámožné rodině, její otec byl blízkým spolupracovníkem prezidenta Léopolda Sédara Senghora. V roce 1987 odešla s rodiči do Francie, kde vystudovala Institut d'études politiques de Paris. Pracovala na pařížské radnici a v senátu, v roce 2005 vstoupila do Unie pro lidové hnutí. Premiér François Fillon jí v roce 2007 svěřil post státní tajemnice pro lidská práva při ministerstvu zahraničí, který zastávala do roku 2009, kde se stala státní tajemnicí pro sport, v letech 2010–2011 byla francouzskou velvyslankyní při UNESCO. Působila také jako radní města Colombes a regionu Île-de-France. V roce 2012 vystoupila z UMC a stala se členkou Parti radical valoisien. Neúspěšně za ni kandidovala do parlamentu, poté přijala práci ve firmě Cursus Management, podnikající v oblasti lidských zdrojů. V roce 2016 oznámila úmysl kandidovat v prezidentských volbách a založila vlastní hnutí La France qui ose (Odvážná Francie), nezískala však potřebný počet sponzorů. Hlásí se k pravému středu a vymezuje se proti tradičním stranám, ve svém programu se vyslovila pro radikální omezení sociálního zabezpečení a větší podporu venkova.

## Dílo
Je autorkou knih "Francouzští černí" (Noirs de France), "Lidská práva vyložená dětem od 7 do 77 let" (Les droits de l'homme expliqués aux enfants de 7 à 77 ans) a "Smutná antologie machismu v politice" (Anthologie regrettable du machisme en politique), v nichž se zabývá otázkami lidských práv, feminismu a postavení menšin ve francouzské společnosti. Vystoupila na půdě Organizace spojených národů s návrhem na dekriminalizaci homosexuality ve všech zemích světa. Označuje se za věřící muslimku, podpořila však zákaz zahalování ve školách.
Jejím manželem je historik Joseph Zimet, mají dceru Jeanne (* 2013).